# Gueneria congrua
Gueneria congrua là một loài bướm đêm trong họ Geometridae.